# Patogenitás
A patogenitás az élősködő életmódot folytató parazitikus lények, vírusok és a különféle mikroorganizmusok (baktériumok, gombák, archeák és protiszták, eukarióták) betegség-okozó képessége. A patogén (kórokozó) tehát a megfertőzött gazdaszervezetben orvosi-állatorvosi értelemben vett betegség-tüneteket hoz létre. Állatokban és emberekben ilyen tünetek lehetnek például:
- gyulladás,
- láz,
- megváltozott viselkedés (pl. fáradékonyság, köhögés),
- és végső esetben akár a halál.

A patogenitás fogalma jelentősen átfed a virulencia fogalmával, de nem azonos vele. A patogenitás mértéke a különböző gazda-parazita fajpáron belül igen eltérő lehet, de még azonos fajpáron belül is gyors evolúciós változásokat mutathat.

## Etimológiája
Magyar nyelvben a „patogén” szó főnévként és melléknévként egyaránt szerepelhet:
- behatoló patogén = behatoló kórokozó
- patogén baktérium = kórokozó képességgel bíró baktérium